# Anozognózia
Az anozognózia egy állapot, amelyben a személy – aki valamilyen sérüléstől szenved –, nincs tudatában sérülése jelenlétének. A tagadással ellentétben – amely egy védekezési mechanizmus–, az anozognózia oka egy fiziológiai sérülésben gyökerezik (például valamilyen betegség vagy kór miatti sérülés a homlok- vagy fali lebenyben). Ide tartozhat egészen komoly károsodások észre nem vétele, mint a vakság vagy a bénulás. Elsőként 1914-ben Joseph Babinski francia neurológus fedezte fel, jóllehet azóta is igen kevés információt derítettek ki az állapot kiváltó okával kapcsolatban. A kifejezés a görög „nosos” és „gnosis” szavakból származik. Előbbi jelentése betegség, utóbbié tudás, az „a-/an-” prefixum pedig fosztóképző.

## Okai
Az anozognózia gyakran jelenik meg agysérülések után (10-18% a valószínűsége stroke utáni hemiplégiás/hemiparézises esetekben), ugyanakkor bármilyen neurológiai károsodással együtt is előfordulhat. Ezzel szemben nem kapcsolható mentális rendellenességhez vagy más főbb intellektuális zavarokhoz. Az anozognózia szelektív abból a szempontból, hogy egy többféle károsodással rendelkező személy csak az egyik betegségét „nem veszi észre”, míg teljesen tisztában van a többivel. Azok, akiknél Alzheimer-kór miatt demenciát diagnosztizáltak, gyakran produkálnak ilyen tüneteket, és ragaszkodnak hozzá, hogy semmi baj sincs velük.
Az állapot nem hozható összefüggésbe közvetlenül a szenzoros érzékelés elvesztésével és úgy tartják, hogy a magasabb szintű neurokognitív folyamatokban bekövetkező sérülés az okozója kialakulásának. Ezek a neurokognitív folyamatok vesznek részt a szenzoros információk integrálásában olyan folyamatokkal együtt, melyek a téribeli- és fizikai reprezentációkat támogatják (ide tartozik a szomatoszenzoros rendszer). Úgy vélik, az anozognózia kapcsolatban áll a neglekt szindrómával; egy olyan állapot, amely gyakran kialakul a nem domináns (általában jobb) féltekének kérgi sérülése után. Ezekben az esetekben a páciens nem képes gondoskodni, olykor felfogni, semmit testének egy bizonyos oldalán (általában a balon).
Anozognózia előfordulhat Wernicke-afázia részeként is; ez egy nyelvi zavar, melynek következménye rossz beszédmegértés és folyékony, de érthetetlen mondatok produkciója. Az ilyentől sérült emberek nem tudják kijavítani saját kiejtési hibáikat, valamint „kiábrándultságot és dühöt tanúsítanak beszédpartnerük felé, mert az nem érti meg őket”. Ez lehet az eredménye a halántéklebeny felső tekervényének hátsó részén bekövetkezett sérülésnek, amelyről úgy hiszik, a szavak hangi reprezentációit tartalmazzák. Ezen reprezentációk elpusztulásakor a páciensek nem képesek ellenőrizni hibáikat. Más Wernicke afáziás betegek ugyan tudatában vannak állapotuknak és beszédproblémájuknak, azonban nem tudják ellenőrizni azokat, ami nem egyenlő az anozognóziával.

## Pszichiátria
Jóllehet a legtöbbször stroke vagy agysérülés utáni károsodás észre nem vételének leírásakor alkalmazzák, az „anozognózia” kifejezést alkalmanként használják olyan emberekkel kapcsolatban is, akik valamilyen mentális betegségtől (például bipoláris zavar vagy pszichózis) szenvednek. Ők ugyanis nem ismerik fel, nem látják be, hogy mentális betegségük van. Bizonyítható, hogy a skizofréniás anozognózia oka lehet homloklebenyi sérülés.

## Kezelés
Ami a pszichiátriai betegeket illeti, empirikus tanulmányok igazolják, hogy komoly mentális betegségekkel küzdő embereknél a betegség észre nem vétele szignifikáns mértékben kapcsolható a gyógyszeres kezelés megtagadásához és a kórházba való újbóli felvételhez. A páciensek 15%-ánál valamilyen kényszer alkalmazása is szükséges lehet annak érdekében, hogy együttműködjenek, hiszen semmilyen körülmények között sem akarják bevenni gyógyszereiket.
Egy tanulmány – melyben önként bevonuló, valamint törvény által kórházba küldött betegek vettek részt – igazolta, hogy utóbbiaknál nélkülözhetetlen a kényszeres kezelés alkalmazása, mivel nem ismerik fel, hogy szükségük van erre. Ebből következően ők sokkal kisebb mértékűnek látták problémájukat, mint önkéntesen bevonuló társaik.
Az anozognózia szorosan összefügg olyan kognitív zavarokkal, amelyek károsíthatják az egyén azon képességét, hogy folyamatosan részt vegyen a kezelésben. Egy másik kutatás rámutatott arra, hogy a kezeléshez való hozzáállás javítható, illetve a korábban törvény által beutalt betegek a későbbiekben hajlamosabbak önként segítséget kérni.
Ami a neurológiai betegek és az anozognózia kapcsolatát illeti, nem létezik hosszú távú kezelés. Neglekt szindróma esetén a hőreflex tesztről (jéghideg víz fecskendezése a bal fülbe) gondolják, hogy időlegesen javítja az észlelést. A folyamat működése nem teljesen ismert, de úgy tartják, a vesztibuláris rendszer intenzív ingerlése, és ebből következően a figyelem tudattalan váltása időlegesen hatással van az észlelésre. A legtöbb anozognóziás eset egyszerűen eltűnik egy idő után, míg máskor bármeddig maradhat. Hosszabb idejű eseteket általában kognitív terápiával kezelnek.

## Fordítás
Ez a szócikk részben vagy egészben  az   Anosognosia című angol Wikipédia-szócikk fordításán alapul.  Az eredeti cikk szerkesztőit annak laptörténete sorolja fel. Ez a jelzés csupán a megfogalmazás eredetét és a szerzői jogokat jelzi, nem szolgál a cikkben szereplő információk forrásmegjelöléseként.